# Patrícia Perrone
Patrícia Perrone Campos Mello (Rio de Janeiro, 30 de novembro de 1973) é atriz e jurista brasileira.

## Biografia
Patrícia Perrone teve uma promissora carreira de atriz na Rede Globo, entre os anos de 1992 e 1996. Atuou em telenovelas e minisséries como Despedida de Solteiro e As Noivas de Copacabana, e ainda fez cinema e teatro.
Patrícia é coautora da peça teatral (que se tornou best-seller quando editado em livro) Confissões de Adolescente, escrito em parceria com a também atriz e escritora Maria Mariana, sua grande amiga nos tempos de dramaturgia. Com o sucesso desta empreitada teatral, a TV Cultura comprou os direitos de Confissões e produziu o seriado homônimo na primeira metade da década de 1990. Filmado em película e com um texto que se adaptava à realidade de boa parte dos adolescentes (sobretudo as meninas), o premiadíssimo Confissões de Adolescente teve alguns de seus episódios escritos por Patrícia. Patrícia, porém, não pode fazer parte do elenco por estar comprometida na época com outro trabalho na Rede Globo, sendo substituída pela atriz Georgiana Góes.
Após algumas aparições esporádicas nos anos de 1995 e 1996 em algumas produções globais, Patrícia abandonou a carreira de atriz e ingressou na faculdade de Direito da Universidade Cândido Mendes, formando-se em 1999. No ano seguinte, tornou-se procuradora do Estado do Rio de Janeiro e, em 2007, concluiu mestrado em Direito Público pela UERJ e doutorado em Direito Público também pela UERJ em 2014. Durante o período de pós-graduação e de atuação na Procuradoria do Estado, Patrícia firmou-se como uma pensadora da área jurídica [carece de fontes?], tendo lançado em 2008 o livro Precedentes - O Desenvolvimento Judicial do Direito no Constitucionalismo Contemporâneo, que discute a evolução e os conceitos dos precedentes judiciais no Brasil e "Nos bastidores do Supremo Tribunal Federal: Constituição, emoção, estratégia e espetáculo" em 2015.
Patrícia Perrone Campos Mello é Professora-Doutora de Direito Constitucional do Centro Universitário de Brasília (UniCEUB). Professora de Direitos Sociais e Políticas Públicas do Programa de Mestrado e Doutorado do UniCEUB. Atualmente, ocupa o cargo de Assessora do Ministro do Supremo Tribunal Federal Luís Roberto Barroso. É Coordenadora do Projeto CBEC Universitário do UniCEUB, Membro do Instituto de Diálogos Constitucionais (IDCon) e do Centro Brasileiro de Estudos Constitucionais (CBEC). Suas áreas de pesquisa são: Direito comparado, comportamento judicial, precedentes judiciais, judicialização da política, políticas públicas, jurisdição constitucional, direito administrativo e regulação.

## Carreira artística

### Na televisão
Como atriz
- 1996 - Você Decide (episódio: A troca)
- 1995 - A Comédia da Vida Privada (episódios: Mãe é mãe - personagem Cláudia, e Pais e Filhos - personagem Maria Helena)
- 1994 - Você Decide (episódio: Mãe solteira - personagem Neide)
- 1994 - Confissões de Adolescente - Carla
- 1993 - Olho no Olho .... Tina Zapata
- 1992 - As Noivas de Copacabana .... Lucinha
- 1992 - Despedida de Solteiro .... Paula

Como colaboradora
- 1993 - Contos de Verão

Como roteirista
- 1994 - Confissões de Adolescente

### No cinema
- 1990 Uma Escola Atrapalhada - Beta[2]
- 1994 Lamarca - Marta/Dilma

### No teatro
- 1992 Confissões de adolescente